# Schizomeria ovata
Schizomeria ovata ist eine Pflanzenart in der Familie der Cunoniaceae aus dem östlichen Australien.

## Beschreibung
Schizomeria ovata wächst als immergrüner Baum mit dichter Krone bis zu etwa 30 Meter hoch. Der bis über 2,5 Meter dicke Stamm ist an der Basis oft geriffelt und es sind Wurzelanläufe oder kleinere Brettwurzeln vorhanden. Die gräuliche bis bräunliche Borke mit etwas unangenehmem Geruch ist im Alter korkig und rau bis leicht schuppig. Der Baum führt ein kinoartiges Exsudat.
Die einfachen und kurz gestielten, ledrigen, kahlen Laubblätter sind gegenständig. Sie sind unterseits heller, bis über 15 Zentimeter lang, eiförmig bis verkehrt-eiförmig oder elliptisch, spitz bis zugespitzt, seltener stumpf, und am Rand mehr oder weniger gezähnt oder gesägt bis ganz. Es sind sehr kleine Nebenblätter vorhanden.
Es werden achselständige und zymöse bis rispige Blütenstände gebildet. Die kleinen, zwittrigen und kurz gestielten, fünfzähligen Blüten mit doppelter Blütenhülle sind weißlich. Die dreieckigen, klappigen Kelchblätter sind kurz verwachsen. Die alternierenden, ungleichen Petalen sind nur klein, länglich und schmal sowie oft an der Spitze gezähnt oder gelappt. Es sind etwa 8–10 Staubblätter vorhanden. Der zweikammerige Fruchtknoten ist oberständig mit zwei kurzen, leicht ausgebogenen Griffeln mit minimalen Narben. Es ist ein auffälliger, gelappter Diskus ausgebildet.
Es werden gelblich-weiße, bis 1–1,5 Zentimeter große, eiförmige bis rundliche oder verkehrt-eiförmige, ein-, zweisamige Steinfrüchte mit beständigem Kelch gebildet. Der skulptierte Steinkern ist knochig.

## Verwendung
Die säuerlichen, leicht fleischigen Früchte gelten als essbar.
Das mittelschwere Holz ist nicht beständig.